# Jan Weenix

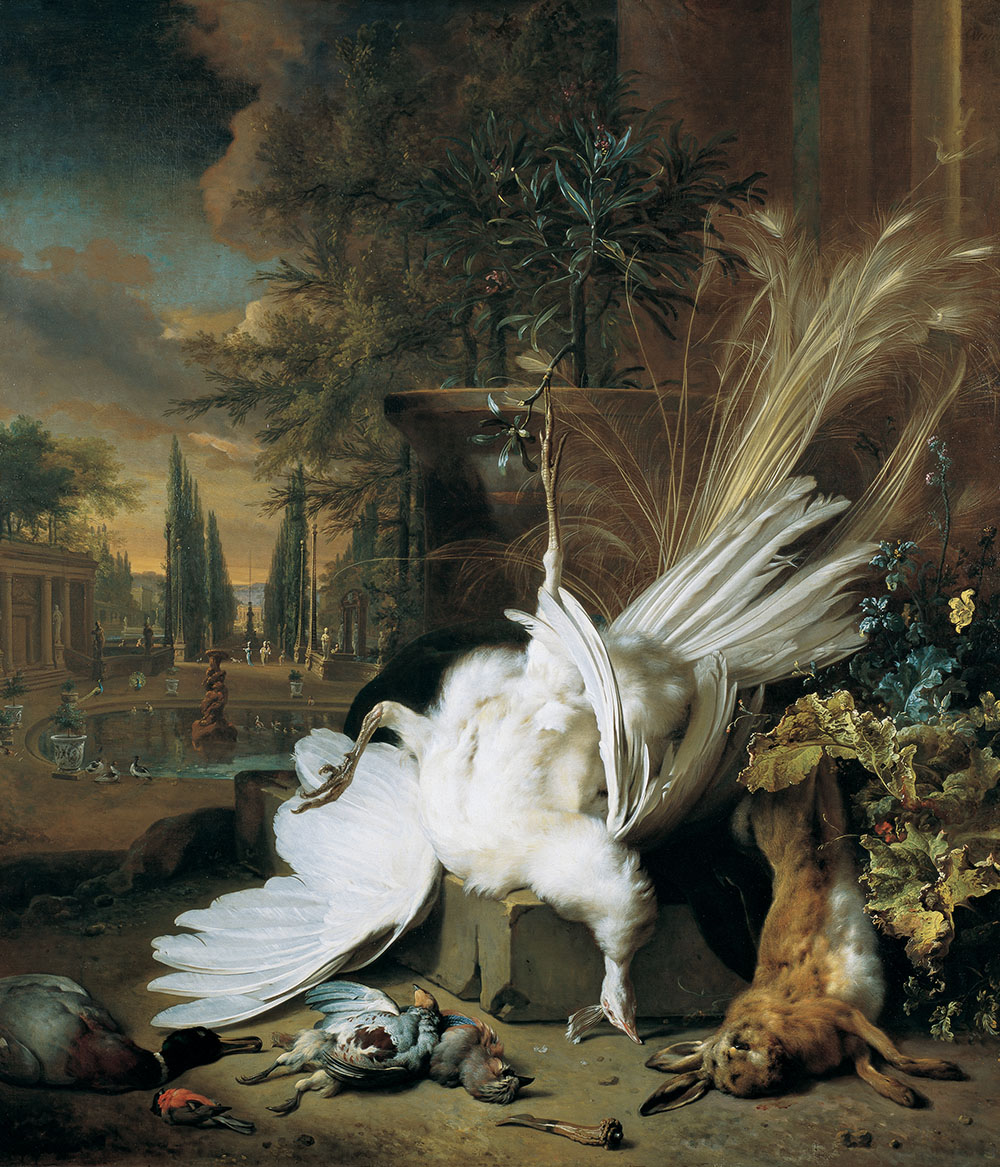
Biały paw (1692)

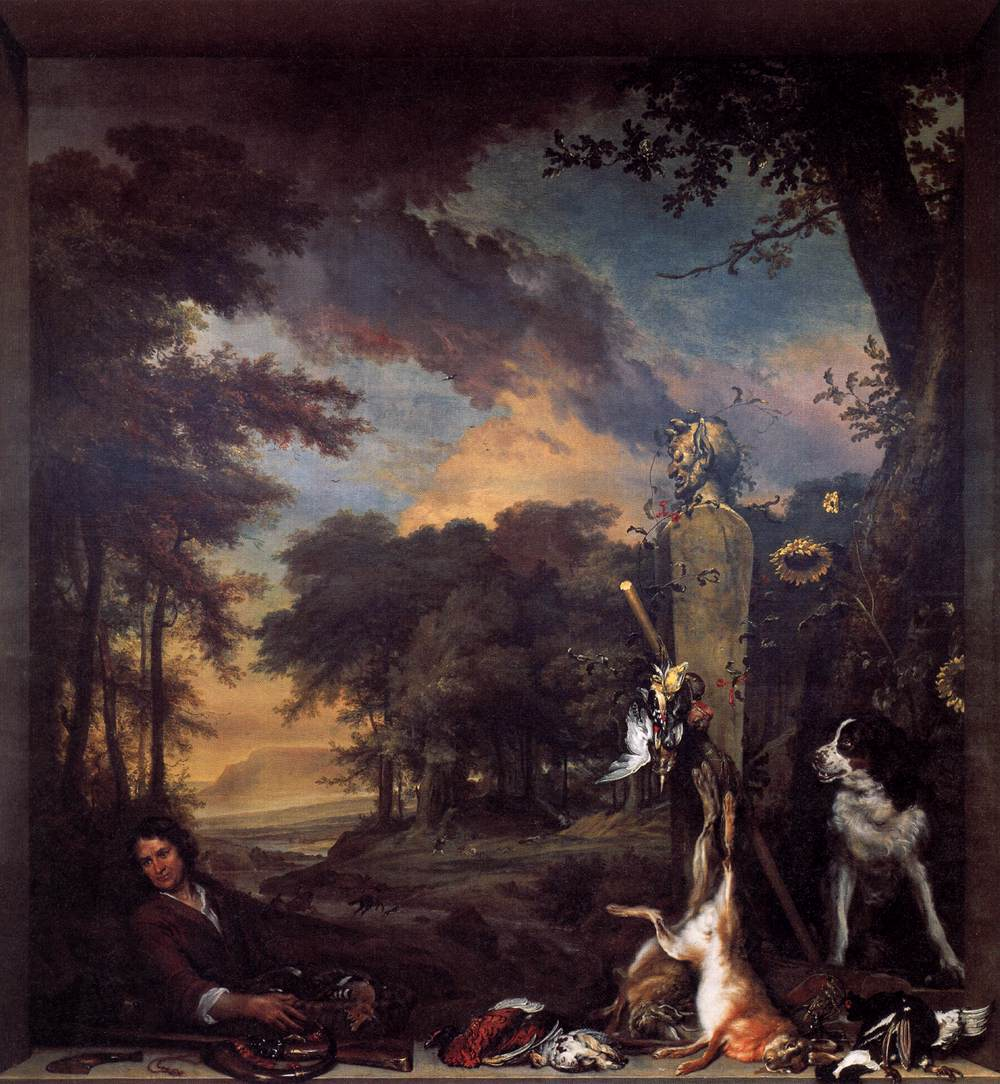
Krajobraz z myśliwymi i martwą zwierzyną łowną (Alegoria zmysłu węchu) (1697)

Jan Weenix (ur. 1642 w Amsterdamie, poch. 19 września 1719 tamże) – holenderski malarz, rysownik i grafik okresu baroku.

## Życiorys
Był uczniem i współpracownikiem ojca Jana Baptisty Weenixa. W 1664 i 1668 został odnotowany w rejestrze gildii św. Łukasza w Utrechcie. W 1675 zamieszkał z żoną w Amsterdamie.

## Twórczość
Początkowo malował wyimaginowane pejzaże z rozbudowanymi scenami rodzajowymi oraz sceny portowe ze scenerią architektoniczną. Po 1680 zmienił tematykę swoich obrazów. Zaczął malować bukiety egzotycznych kwiatów i owoców, liczne martwe natury z ubitym ptactwem i zwierzyną, sceny z psami polującymi na dzikie ptactwo i zwierzynę lub z ptactwem domowym i egzotycznym, często w scenerii ogrodowej i parkowej. Malował też portrety.

## Wybrane dzieła
- Biały paw (1692) – Wiedeń, Akademie der Bildenden Künste,
- Krajobraz z myśliwymi i martwą zwierzyną łowną (1697) – Edynburg, National Galleries of Scotland,
- Kwiaty i owoce (1696) – Londyn, Wallace Collection,
- Martwa natura – St. Petersburg, Ermitaż,
- Martwa natura myśliwska (1687) – Schwerin, Staatliche Museum,
- Martwa natura myśliwska ze statuą Diany – Monachium, Stara Pinakoteka,
- Martwa natura z białym kogutem – Drezno, Gemaeldegalerie,
- Martwa natura z zającem i ptakami – Berlin, Gemaeldegalerie,
- Martwa natura z zającem i ptakami – Filadelfia, Museum of Art,
- Martwa natura z pawiem i psem (1696) – Paryż, Luwr,
- Martwa natura z zającem i dzikim ptactwem (1697) – Amsterdam, Rijksmuseum,
- Martwy zając i kuropatwy (ok. 1690) – Londyn, Wallace Collection,
- Po polowaniu (1665) – Monachium, Stara Pinakoteka,
- Polowanie na dzika – Monachium, Stara Pinakoteka,
- Portret Piotra I (ok. 1697) – St. Petersburg, Ermitaż.